# Велика Рішнівка
Вели́ка Рішнівка — село в Україні, у Ленковецькій сільській територіальній громаді Шепетівського району Хмельницької області. Населення становить 574 особи.

## Географія
Селом протікає річка Скрипівка.

## Історія
У 1906 році село Судилківської волості Ізяславського повіту Волинської губернії. Відстань від повітового міста 30 верст, від волості 10. Дворів 208, мешканців 1180.
7 (20) листопада 1917 року, відповідно до Третього Універсалу Української Центральної Ради, увійшло до складу Української Народної Республіки.